# Eber
Eber proviene del Hebreo que se considera como “negro” o “color oscuro”, Antiguo Testamento y el Corán. Existen hipótesis de que el nombre proviene de regiones y pueblos en el Oriente Próximo. Según los textos bíblicos, Heber es un descendiente de Noé y, según la tradición judía, se encontraba presente en la construcción de la Torre de Babel.

## Etimología
En arameo es citado como ܥܳܒ݂ܳܪ ('aB,aR); lo que puede traducirse como ‘cruzar’, ‘transgredir’, ‘alejarse de’ o ‘pasar por encima de’. En hebreo es עֵבֶר (ay'-ber), que puede entenderse como ‘la región de más allá’. En griego Ἐβέρ (eb-er') tiene el mismo significado.
Una hipótesis establece que Eber era el nombre de una región cuya principal característica era que se encontraba habitada por pueblos de habla hebrea. En el Libro de los Números se menciona a Heber como una zona cercana a Asiria, pero externa a ella. De los nueve descendientes de Sem mencionados en el Libro del Génesis, al menos dos, Serug y Arfaxad, son idénticos a los nombres de alguna región de Oriente Próximo. El primero hace referencia a Saruj, el lugar donde vivía el héroe Abu Zaid, del poema épico Maqama escrito por Al-Hariri de Basora. Mientras el segundo sería Arrapachitis, ciudad del norte del Gran Zab perteneciente al Imperio asirio. Aunque para el profesor Rawlinson, la relación de esta última es cuanto menos dudosa, afirma que la genealogía de los descendientes de Sem es una analogía de la relación existente entre los diversos pueblos semitas. De la misma manera, para Andrew Fausset, Eber representaría a los semitas occidentales.
También existe una región llamada «Eber ha-Nahar» que es mencionada en el libro I Reyes como ubicada en los límites del reino de Salomón. El equivalente babilónico es Ebir Nari, el cual aparece en una inscripción en Assur-bel-kala fechada en el siglo XII a. C.
La postura tradicional, en cambio, propone que Eber es un epónimo de ‘hebreo’ en el sentido del pueblo, sin conexión con el territorio. Sería una declaración de afinidades culturales.

## En la Biblia
Según el Libro del Génesis y el Primer Libro de Crónicas era tataranieto de Sem (un hijo de Noé), y tuvo dos hijos, Peleg y Joctán cuando se dividieron las tierras tras la confusión de lenguas de Babel. De acuerdo al mismo libro, su padre fue Sala y habría muerto a la edad de 464 años, cuando Jacob tenía veinte. Realizando los correspondientes cálculos, el nacimiento de Eber habría sido 1723 años luego de la creación y 67 después del diluvio universal. El calendario hebreo sincroniza sus fechas de nacimiento y muerte con el 2281 y 1817 a. C.
Aunque hay discrepancias en las fechas mencionadas en la Septuaginta, el Tanaj samaritano y el texto masorético ―que son lo suficientemente diferentes como para suponer que no se debe a errores de copiado, sino que son alteraciones intencionales de parte de los traductores de los textos. Según Lucas el Evangelista, forma parte de la genealogía de Jesús.

## En la tradición
En la tradición judía, Eber se negó a ayudar en la construcción de la Torre de Babel, por lo que su lengua no fue motivo de confusión. Así, él y su familia conservaron el idioma original, el hebreo, el cual sería la lengua adánica. Sin embargo, no todos concuerdan con esta postura. Al señalar que Abraham representaba la cuarta generación luego de la diáspora resultante del fallido intento de construcción de la torre, indican que su lengua no podía ser diferente a la de sus vecinos. En ese caso, Abraham debía de hablar el idioma de Ur de los caldeos y al atravesar la región de Canaán adoptaría el idioma local (de todas maneras son idiomas que se encuentran emparentados), por formar parte de la familia de las lenguas semíticas. Esta idea se refuerza por el hecho de que, tanto en la toponimia como en los registros escritos, el hebreo siempre se halla mezclado con otros dialectos, lo que hace suponer que el pueblo no era monolingüe.
La tradición atribuye el origen del término hebreo a Eber ―significando ‘hijos de Eber’ o ‘habitantes de Eber’―. Siendo esta una denominación extranjera, ya que el autónimo era judío ―‘hijos de Judá’ o ‘habitantes de Judea’ (la tierra de Judá).
Incluso la palabra israelita es de introducción tardía. Esta explicación es generalmente aceptada por los rabinos. Dado que eber puede traducirse como ‘los del otro lado [del río]’, esta concepción implica que en realidad el término designa a cualquier pueblo inmigrante, desde la concepción de los canaaneos. Como prueba de ello, el término hebreo no aparece recogido en los Libros «históricos» de la Biblia, como sí aparecen israelita y judío.
En oposición a esta postura, Heinrich Ewald sostiene que era un nombre de uso común entre el pueblo desde los primeros tiempos hasta la época de los reyes, cuando fue desplazado por Israel como el nombre nacional, que a su vez fue desplazado en el uso común por el término judío, en la época del exilio en Babilonia.
Los judíos se identificaban como descendientes de un único patriarca, Abraham ―quien (según la genealogía bíblica) era descendiente de Eber en sexto grado― y a su vez, sería el antepasado de todos los «hebreos». Esta tradición está ampliamente documentada en inscripciones de la Edad del Hierro. Aunque la Estela de Mesa, fechada en el siglo X a. C. y atribuida a los moabitas, hace referencia a que esta creencia también era aplicable a otros pueblos semitas. Ello se debe a que, en la antigüedad, los israelitas no eran el único pueblo hablante de hebreo. Al mismo tiempo se señala que el nombre haría referencia a los que cruzaron el río Éufrates en dirección a Canaán.
En el islam se asocia a Eber con el profeta Hud, el cual es mencionado en el Corán como el primer profeta que hubo entre los árabes. Esta relación surge de la coincidencia en las genealogías presentadas para ambos personajes.